# Slenaken
Slenaken (en limbourgeois Sjlennich) est un village néerlandais situé dans la commune de Gulpen-Wittem, dans la province du Limbourg néerlandais. Le 1er janvier 2007, le village avait 390 habitants.
Slenaken a été une commune indépendante jusqu'au 1er janvier 1982. À cette date, la commune est supprimée et rattachée à Wittem.